# صلح لودي

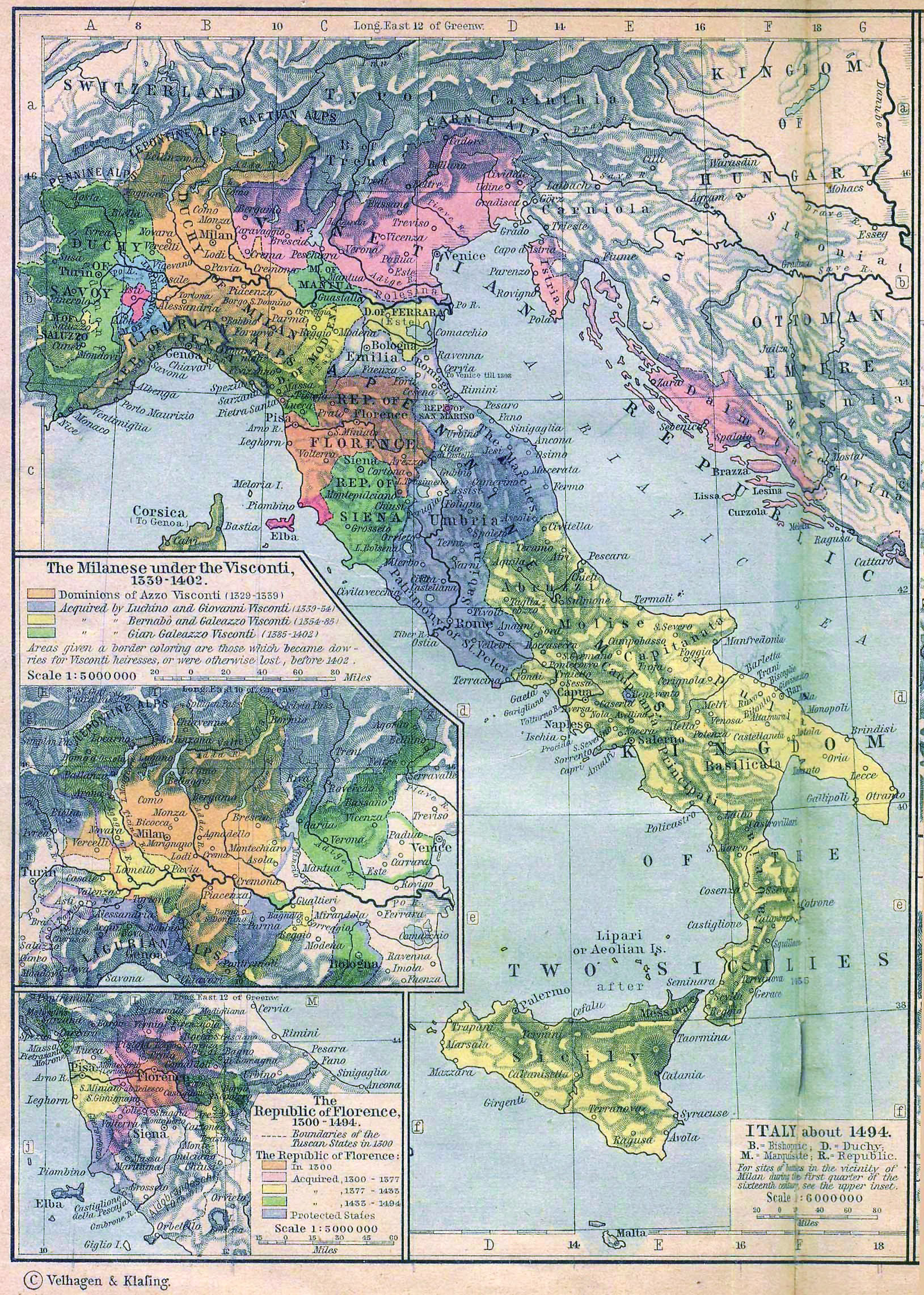
شبه الجزيرة الإيطالية بعد 40 عاماً من صلح لودي, بوضع جيوسياسي ثابت جوهرياً منذ توقيع المعاهدة

صلح لودي وقع بالمدينة اللومباردية لودي في التاسع من أبريل سنة 1454، ووضع حداً للصراع المستعر بين جمهورية البندقية ودوقية ميلانو منذ بداية القرن الخامس عشر.
بعدما بات توسع الدولة العثمانية يهدد ممتلكات البندقية ونشاطاتها التجارية في الشرق (فتح القسطنطينية سنة 1453) نقلت هذه الأخيرة تدريجياً تركيزها السياسي نحو البر الإيطالي الرئيسي ساعيةً لفرض نفوذٍ في بلادها. في مواجهة نيات البندقية التوسعية وقفت ميلانو التي بعد فترة من الارتباك السياسي إثر وفاة جان غالياتسو فيسكونتي وجدت في فيليبو ماريا فيسكونتي الوحدة والانتعاش.
كانت معركة ماكلوديو سنة 1427 حاسمةً بين البلدين؛ فقد انتصرت البندقية المدعومة من قبل فلورنسا -التي أخذت في حسابها محدودية قوة فيسكونتي-، ويرجع الفضل في ذلك أساساً إلى الكوندوتييرو المرتزق فرانشيسكو بوسوني الـمـُلقب كارمانولا.
فتح هذا النصر للبندقية الأراضي حتى نهر أدا، لكنه لم يضع حداً للنزاعات بين الدوقيتين التي استمرت حتى عام 1454. تلك السنة في مدينة لودي خلصت البندقية وميلانو إلى صلحٍ نهائيٍّ صادق عليه بعد ذلك حلفاءهما (في مقدمتهم فلورنسا التي كانت قد تخلت عن ميلانو منذ مدة)، فصار شمال إيطاليا مقسّماً عملياً بين الدولتين العدوتين مع بعض القوى الثانوية التي لاتزال قائمةً (آل سفويا وجمهورية جنوا وآل غونزاغا وآل إستي). في التفاصيل من بين أمورٍ أخرى أُقرت خلافة فرانشيسكو سفورزا على دوقية ميلانو، وتغيرُ الحدود بين هذه الدول إلى نهر أدا، ووضعُ علاماتٍ على امتداد الحدود، وترسيمُ الحدود (بعض الصلبان المنحوتة على الصخر لاتزال قائمة)، وبداية تحالف بلغ ذروته بالانضمام في أوقات مختلفة إلى الرابطة الإيطاليقية.
تكمن أهمية صلح لودي في منحه إيطاليا وضعاً سياسياً جديداً على مستوى المؤسسات ضمن توازناً كبيراً في الإقليم حادّاً من الطموحات الخاصة.
سيبرز بعد ذلك لورينزو دي ميديشي كضامنٍ لهذا التوازن السياسي الإيطالي في النصف الثاني من القرن الخامس عشر بوضعه سياسته الشهيرة سياسة توازن القوى قيد التنفيذ.